# Goldsby
Goldsby és un poble dels Estats Units a l'estat d'Oklahoma. Segons el cens del 2000 tenia 1.204 habitants.

## Demografia
Segons el cens del 2000, Goldsby tenia 1.204 habitants, 458 habitatges, i 355 famílies. La densitat de població era de 24,1 habitants per km².
Dels 458 habitatges en un 36,5% hi vivien nens de menys de 18 anys, en un 66,8% hi vivien parelles casades, en un 6,8% dones solteres, i en un 22,3% no eren unitats familiars. En el 18,8% dels habitatges hi vivien persones soles el 3,9% de les quals corresponia a persones de 65 anys o més que vivien soles. El nombre mitjà de persones vivint en cada habitatge era de 2,63 i el nombre mitjà de persones que vivien en cada família era de 3,01.
Per edats la població es repartia de la següent manera: un 26,2% tenia menys de 18 anys, un 9,8% entre 18 i 24, un 30,1% entre 25 i 44, un 24,5% de 45 a 60 i un 9,4% 65 anys o més.
L'edat mediana era de 36 anys. Per cada 100 dones de 18 o més anys hi havia 108,7 homes.
La renda mediana per habitatge era de 43.173 $ i la renda mediana per família de 47.083 $. Els homes tenien una renda mediana de 33.281 $ mentre que les dones 23.750 $. La renda per capita de la població era de 19.869 $. Entorn del 6,7% de les famílies i el 8% de la població estaven per davall del llindar de pobresa.

## Poblacions més properes
El següent diagrama mostra les poblacions més properes.